# Ferdinand Graf
Ferdinand Graf (* 15. Juni 1907 in Klagenfurt; † 8. September 1969 in Wien) war ein österreichischer Politiker (ÖVP).

## Leben
Der gelernte Elektrotechniker engagierte sich bereits früh in der Christlichsozialen Partei und später der Vaterländischen Front. Nach der nationalsozialistischen Machtübernahme wurde er verhaftet und von 1938 bis 1940 im Konzentrationslager Dachau festgehalten.
1945 wurde Graf Staatssekretär im Innenministerium und bis 1949 Abgeordneter im Bundesrat. Von 1949 bis 1962 war er Abgeordneter zum Nationalrat.
Schließlich wurde er 1956 der erste österreichische Verteidigungsminister der Zweiten Republik. Dieses Amt hatte er bis 1961 inne.
Graf war Mitglied der Studentenverbindungen Karantania Klagenfurt im Mittelschüler-Kartell-Verband (MKV) und Babenberg Klagenfurt im MKV.
Er war Ehrenmitglied der katholischen Studentenverbindungen KÖStV Traungau Graz und KÖStV Nibelungia Wien im ÖCV. Er wurde am Neustifter Friedhof bestattet.

## Auszeichnungen
- 1954: Großes Silbernes Ehrenzeichen mit dem Stern für Verdienste um die Republik Österreich[3]
- 1959: Großes Goldenes Ehrenzeichen am Bande für Verdienste um die Republik Österreich[3]